# La Bonneville-sur-Iton
La Bonneville-sur-Iton är en kommun i departementet Eure i regionen Normandie i norra Frankrike. Kommunen ligger i kantonen Conches-en-Ouche som tillhör arrondissementet Évreux. År 2022 hade La Bonneville-sur-Iton 2 045 invånare.

## Befolkningsutveckling
Antalet invånare i kommunen La Bonneville-sur-Iton
Referens:INSEE